# PLVAP
PLVAP (англ. plasmalemma vesicle associated protein) — мембранный белок, компонент кавеолы, кодируется геном человека PLVAP.

## Функция
PLVAP участвует в образовании устьичных и фенестральных диафрагм кавеол. Регулирует капиллярную проницаемость, участвует в трансэндотелиальной клеточной миграции лейкоцитов.

## Структура
Это гликопротеин, состоит из 442 аминокислот, включает небольшой N-концевой участок, единственный трансмембранный фрагмент и C-концевой внеклеточный домен. Внеклеточный домен содержит 4 участка N-гликозилирования и два больших суперзакрученных альфа-спиральных доменов, что предполагает палочко-образную структуру белка. Размер белка в зависимости от уровня гликозилирования — от 50 до 60 кДа. Образует гомодимер.

## Тканевая специфичность
Экспрессирован в лёгких, почках, сердце, аорте, плаценте, мышцах, гипофизе, надпочечниках, молочных железах, мочевом пузыре, лимфатических узлах, костном мозге, трахее, желудочно-кишечном тракте, печени и опухолевом эндотелии.